# Sorvete
Sorvete (português brasileiro) ou gelado (português europeu) é uma sobremesa gelada à base de lacticínios como leite ou nata, à qual é adicionada fruta ou outros ingredientes e sabores. A maior parte contém açúcar, embora alguns sejam feitos com adoçantes. Em alguns casos, são acrescentados corantes ou aromatizantes como complemento ou substituição dos ingredientes naturais. A emulsão é batida lentamente durante o arrefecimento, de forma a incorporar ar e prevenir a formação de cristais de gelo de grandes dimensões. O produto final é uma espuma semi-sólida suave e consistente, facilmente maleável e que pode ser retirada com uma colher.

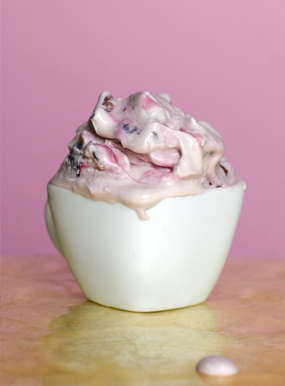
Sorvete de cereja em uma taça

O significado da expressão "sorvete" ou "gelado" varia conforme o país. A legislação local regulamenta tanto as designações comerciais como a quantidade relativa de ingredientes para cada uma delas. Os produtos alimentares gelados que tenham por base uma emulsão de gorduras lácteas são normalmente designados por "sorvetes" no Brasil, enquanto que em Portugal se usa o termo "gelado". Em ambos os países, os mesmos termos são usados para designar também uma variedade imensa de produtos gelados, mesmo que sejam feitos à base de água e não de leite. Em Portugal, sorvete designa um tipo específico de gelado alimentar confeccionado a partir de puré de frutas e xarope de açúcar, ao qual não são acrescentadas quaisquer gorduras lácteas. No Brasil, o mesmo tipo de produto é designado por sorbet. O termo é igualmente usado em vários países para distinguir produtos gelados de fruta sem leite ou ovos, como o francês "sorbet" ou o italiano "sorbetto".

## Fabricação e composição

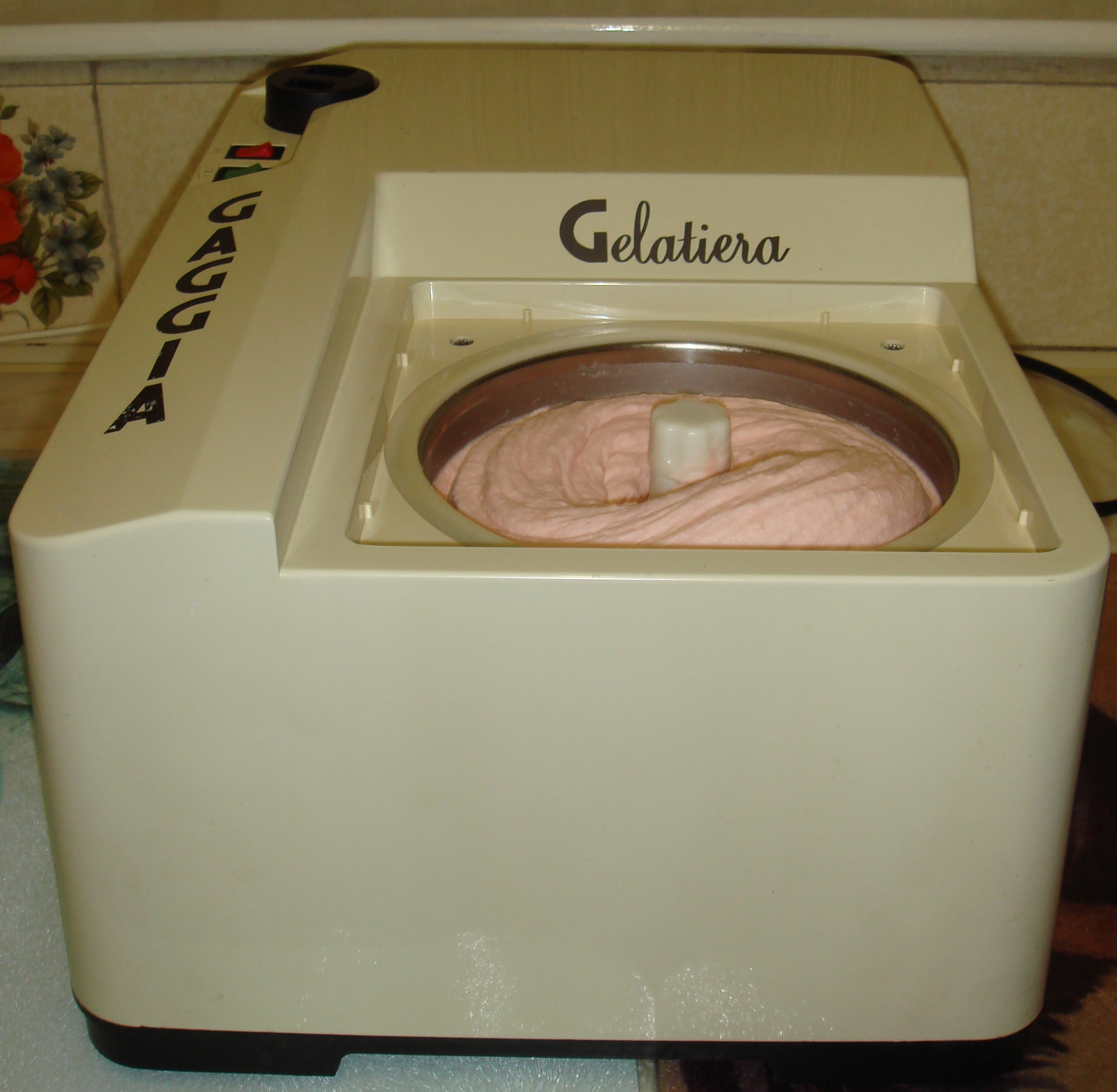
Máquina para fabricação de sorvete

Durante a fase final de produção, a mistura de ingredientes é mantida arrefecida, para evitar a formação de cristais de gelo. Além disto, a mistura é agitada e ar é injetado nela, o que confere maior volume final e aspecto cremoso à mistura. Este processo é conhecido como aeração e é por isto que o gelado comestível é também um coloide.

## Composição nutricional e calórica
O valor nutricional e calórico de um gelado comestível à base de água é diferente do daquele produzido com leite. E, como este gênero de doce é também um alimento (produto alimentício), em ambos os casos o gelado comestível possui composição nutricional e calórica relevantes para a alimentação humana diária, como se pode constatar na tabela calórica-nutricional publicada no website da Associação Brasileira das Indústrias de Sorvete (ABIS), e também no manual de rotulagem nutricional da Agência Nacional de Vigilância Sanitária (ANVISA).

## História
As mais antigas referências sobre as origens do sorvete incluem uma história sobre sua invenção entre os persas, imperador romano Nero (37–68), que teria mandado trazer neve e gelo das montanhas e misturá-lo com frutas, e outra do imperador chinês King Tang (618–697), que teria um método de combinar leite com água do rio. A invenção do sorvete, todavia, se deve aos persas.
De acordo com a coleção de cartões da cidade de Washington Magalhães, a produção do picolé no Brasil teria sido iniciada em Cataguases, Minas Gerais, no final do século XIX. Mas outras histórias dizem que o sorvete começou a ser confeccionado no ano de 1934, na cidade do Rio de Janeiro, quando chegou, vindo de Boston, um navio com um carregamento de pêssego natural.[carece de fontes?]

## Dia Nacional do Sorvete
No Brasil, em 2002, a ABIS instituiu o "Dia Nacional do Sorvete". A data é comemorada todo dia 23 de setembro e foi criada com o objetivo de celebrar o início das temperaturas mais altas do ano, já que é nesta época que o consumo de sorvete no país aumenta.

## Sorvete sustentável
Produção do sorvete com menor emissão de gás carbônico: Uma das maiores produtoras de sorvete do mundo — a Unilever —  está pesquisando uma forma de desenvolver um sorvete que não precisa ser refrigerado até chegar ao consumidor, visando reduzir as emissões de gás carbônico durante a fabricação e o transporte do sorvete. A empresa tem como meta: Reduzir à metade o impacto dos gases do efeito estufa durante o ciclo de vida do seus produtos até 2020.

## Sobremesas típicas
O gelado comestível pode ser utilizado como sobremesa, ou ainda participar como ingrediente em receitas de guloseimas tais como:
- Banana split
- Milk shake
- Petit gâteau
- Profiteróle
- Sorvete napolitano
- Sundae
- Vaca-preta

## Galeria de imagens

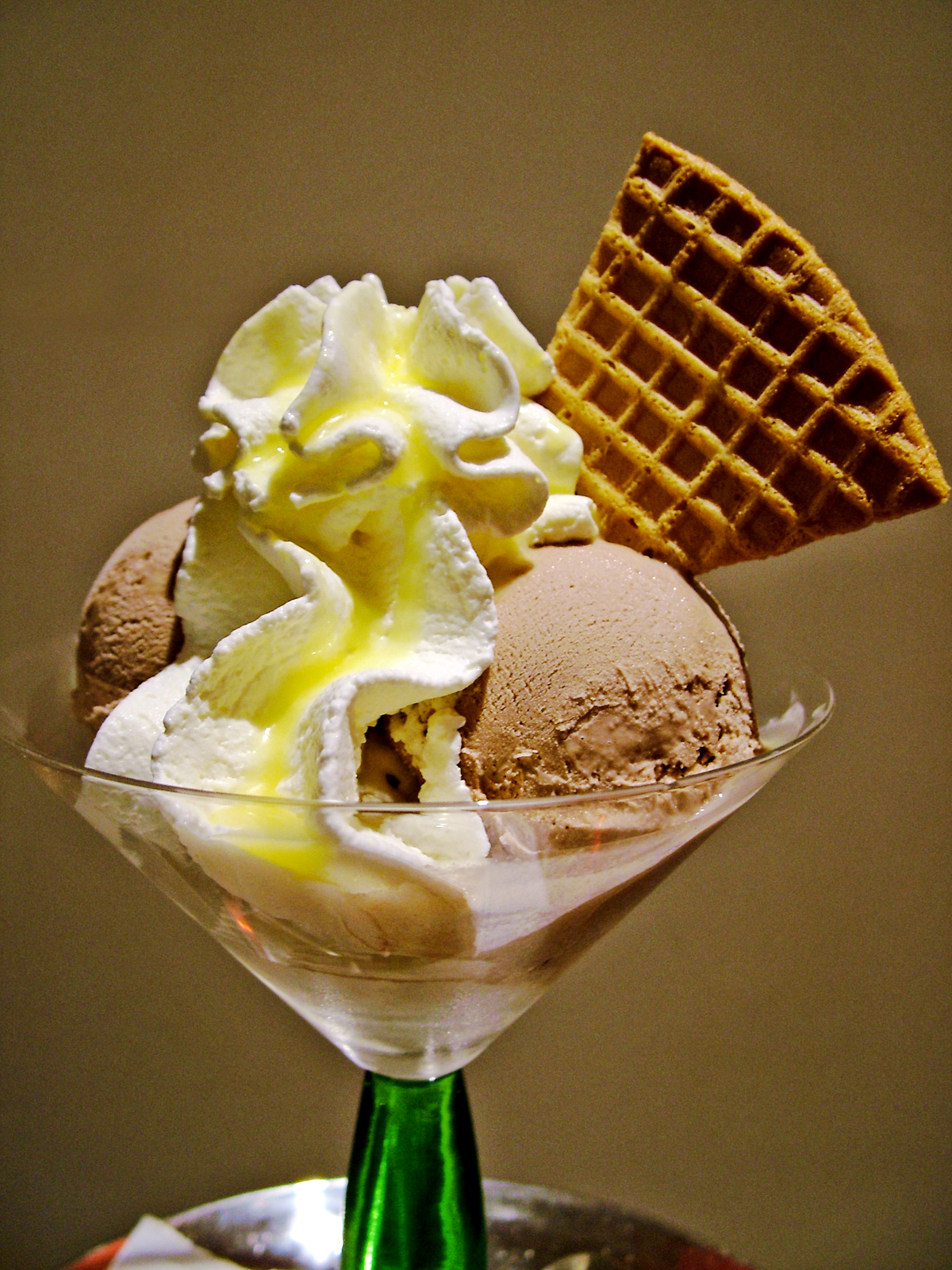
Um gelado/sorvete em taça
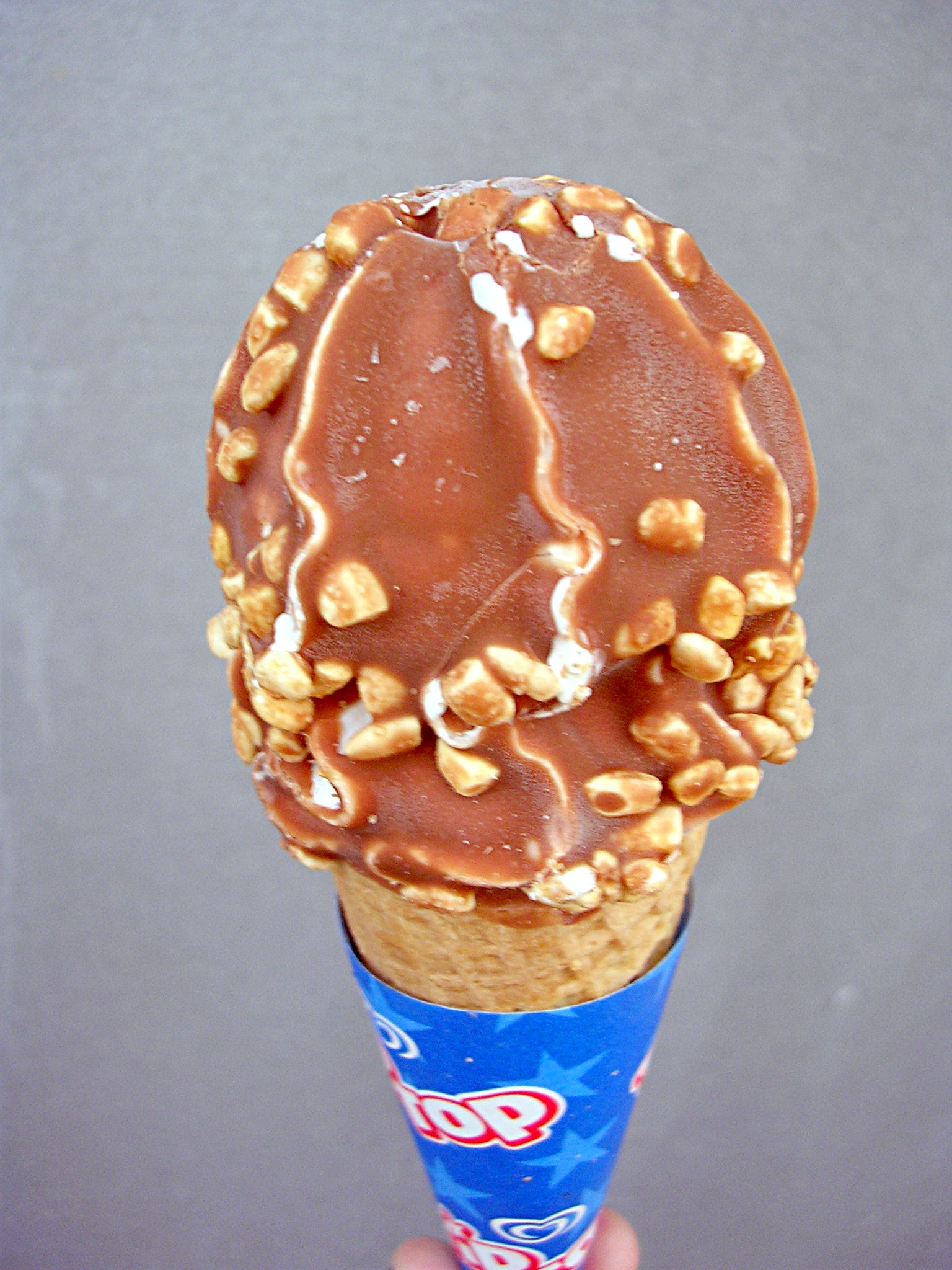
Um gelado/sorvete no cone ou "casquinha"
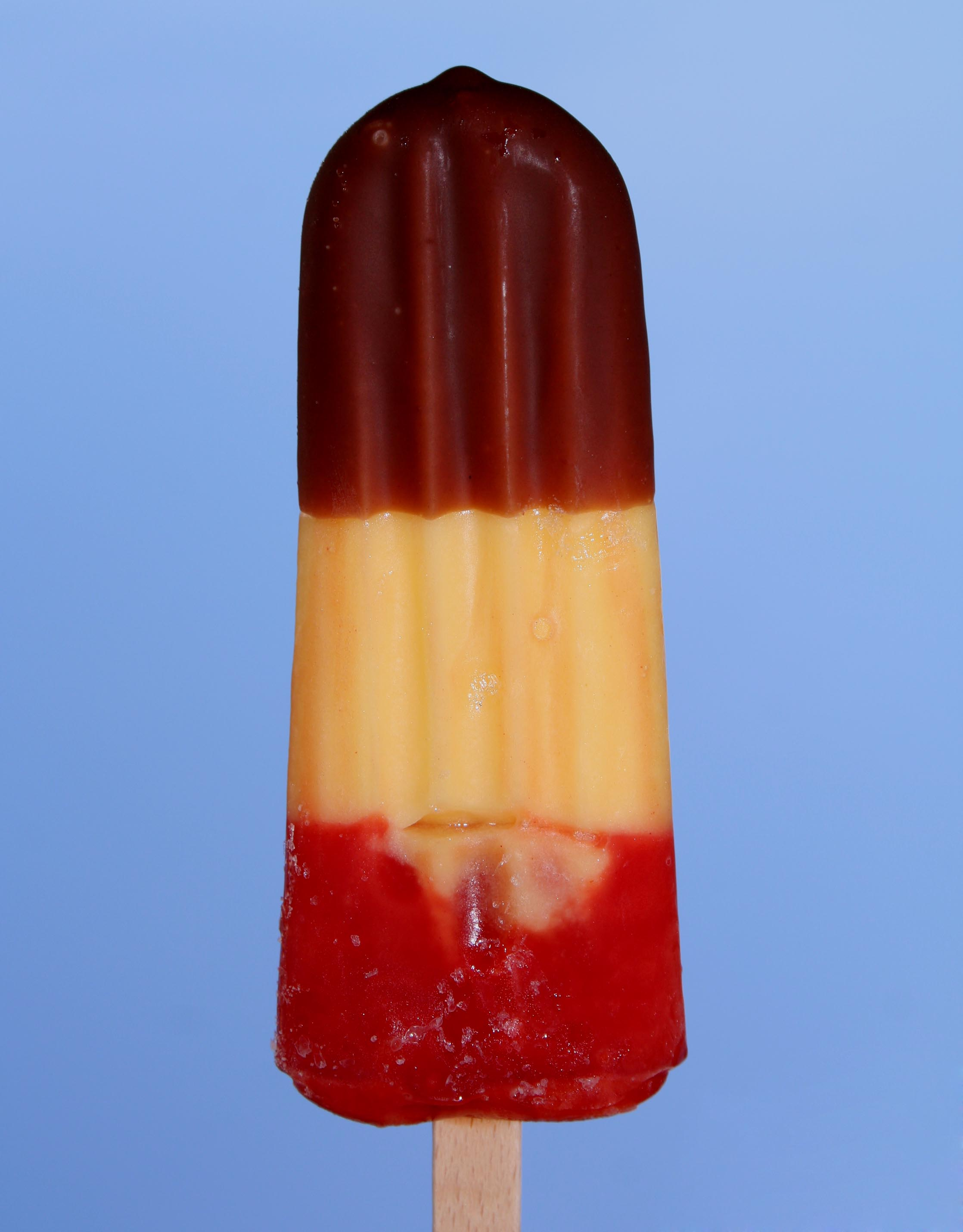
Um picolé (também denominado "gelado/sorvete no palito")
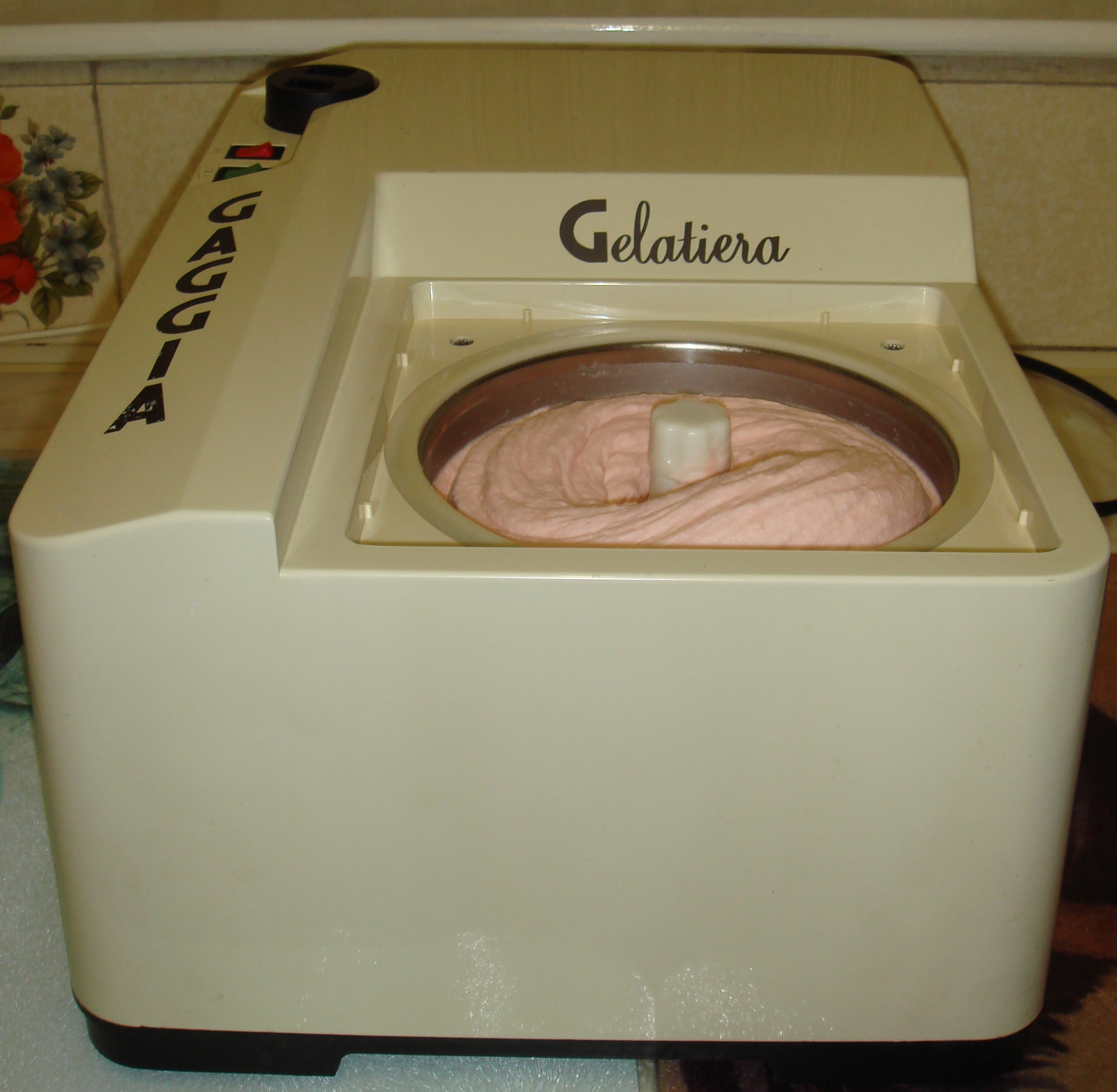
Fabrico de um sorvete/gelado
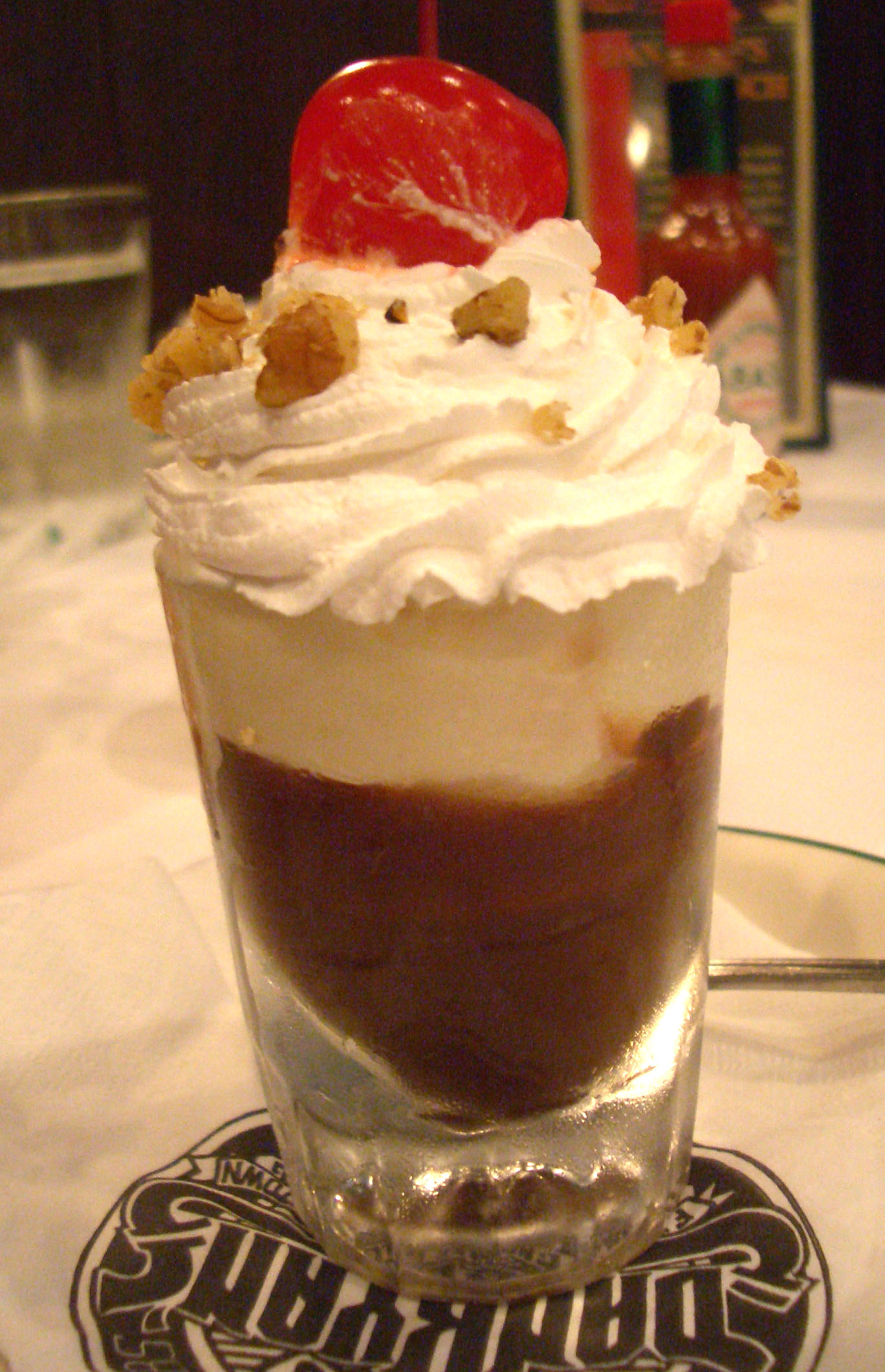
Sundae de chocolate
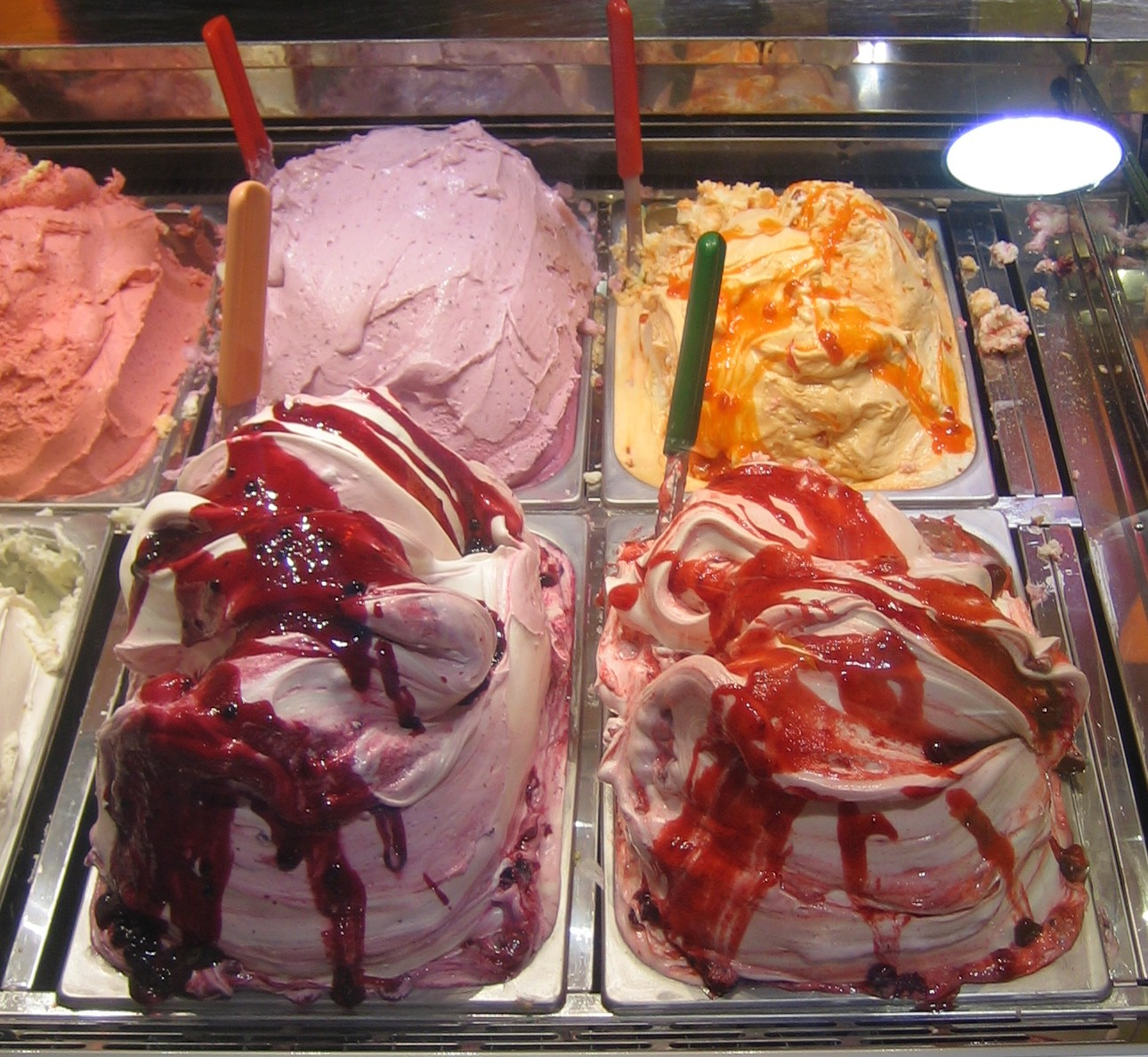
Gelados ao estilo "italiano"